# أمردول (تينزولين)
أمردول هو دُوَّار يقع بجماعة تينزولين، إقليم زاكورة، جهة درعة تافيلالت في المملكة المغربية. ينتمي الدوّار لمشيخة تينزولين التي تضم 10 دواوير. يقدر عدد سكانه بـ 664 نسمة حسب الإحصاء الرسمي للسكان والسكنى لسنة 2004.

## روابط خارجية
- البوابة الوطنية للجماعات الترابية
- المندوبية السامية للتخطيط